# إلم هرست
إلم هرست  هو حي سكني، في الولايات المتحدة، يقع في كوينز، بلغ عدد سكانه 88,427 نسمة وذلك حسب إحصائيات سنة 2010، تبلغ مساحته 3.036 كيلومتر مربع، رمزه البريدي هو 11373.

## الموقع
يشترك في الحدود مع:
- Woodside, Queens [الإنجليزية]‏.

## أعلام
- صموئيل لورانس
- بيل كينفيلي
- رولاند درو
- ناثانيل لورانس
- جيم هانلي
- جوناثان لورانس